# MareNostrum
A MareNostrum Európa 1. és a világ 8. legnagyobb teljesítményű számítógépe a 2005 novemberében publikált top500.org lista szerint. 3564 darab IBM PowerPC 970FX típusú processzor van benne (mindegyikük 2,2 gigahertzes), ha teljesen elkészül, 4564 processzora lesz. 9 terabájt RAM-mal és 128 TB tárhellyel rendelkezik.
A MareNostrum a Linux operációs rendszert használja. 160 m2 helyet foglal el, teljes súlya 40 000 kg. Két hónap alatt épült Madridban, és Barcelonában állították fel a Katalóniai Műszaki Egyetemen. A gépet az emberi géntérkép kutatásában, a proteinnel kapcsolatos kutatásokban, időjárás-előrejelzésben és új gyógyszerek létrehozásában fogják hasznosítani. 2005. április 12-én indították el először, és a nemzeti és nemzetközi tudóstársadalom rendelkezésére bocsátották.
A Mare Nostrum (latinul: „a mi tengerünk”) a Földközi-tenger ókori római neve. Azért választották, mert utal a gép erejére és megépítésének helyére.

## Külső hivatkozások
- Az IBM oldala a MareNostrumról
- Szuperszámítógépek Top 500 listája
- IBM sajtótájékoztató
- Power Architecture Community Newsletter, 15 Feb 2005: MareNostrum: A new concept in Linux supercomputing Archiválva 2005. április 4-i dátummal a Wayback Machine-ben
- Slashdot: Building The MareNostrum COTS Supercomputer